# 風を呼べ
「風を呼べ」（かぜをよべ）は、日本のロックバンド、アンダーグラフのシングル。

## 解説
前作『素敵な未来/君が君らしくいられるように』から約5か月ぶりとなるシングル。
表題曲は、テレビアニメ『弱虫ペダル』のエンディングテーマとなっており、2013年11月13日付の週間USEN HIT インディーズ ランキングにて1位を記録している。

## 収録曲
1. 風を呼べ（3:49）
本人にとって最速テンポの曲となっており[2]、間奏のラップ部分は弱虫ペダル巻島裕介役の声優、森久保祥太郎がゲスト参加している[3]。
2. 世界で一番素敵な人（3:43）
これまでライブのみで披露されていた楽曲で本作で初めて音源化された。
3. 風を呼べ(off vocal)（3:46）